# Manel Mayoral
Manel Mayoral (Verdú, Lérida, 1944) es un galerista y coleccionista, que empieza a dedicarse al mundo de las antigüedades y al arte en Tarragona el 1979, donde abre un local destinado a la venta de antigüedades y, posteriormente, a exposiciones de pintura. Allí desarrolló su gran afición: coleccionar.
En 1987 se traslada a Barcelona, y dos años más tarde, inaugura la Galería Mayoral, en la calle Consejo de Ciento, dónde organiza exposiciones vinculadas a Miró, Picasso, Dalí, Chillida y Calder. La galería participa en ferias internacionales como  Art Basel, Art Basel Miami, Art Basel Hong Kong, TEFAF Maastricht o ARCO Madrid.    
Paralelamente, da una proyección más amplia a sus colecciones, destacando la de fútbol. En 1999 decide impulsar la creación en Verdú del Museo de Juguetes y Autómatas que abre sus puertas el año 2004.
Manel Mayoral ha coleccionado al largo de su vida objetos singulares y todos ellos estrechamente vinculados con sus orígenes y sus aficiones e intereses.